# Декс, Барбара
Барбара Мария Карел Декс (нидерл. Barbara Maria Karel Deckx, наиболее часто используется упрощённый вариант Barbara Dex; род. 22 января 1974 в Тюрнхауте, Бельгия) — бельгийская певица, представительница Бельгии на конкурсе песни Евровидение 1993. Выпустила несколько полноформатных альбомов, неоднократно попадавших на высокие позиции в национальных чартах своей страны.

## Биография
Родилась в 1974 году. Её отец — Марк Декс — певец, популярный в 60-е гг. в Бельгии. Она — одна из трёх детей в семье, её брат также является музыкантом, и играет в группах «Tush» и «Nuts».
Первые музыкальные выступления были даны в 1991 году в одной популярных радиопередач. В следующем году певица выпустила дебютный сингл «Een land».
В 1993 году Декс выступает на Евровидении как представительница своей страны, исполнив песню «Iemand als jij» (рус. Подобный тебе). Хотя выступление прошло не слишком успешно (выступление было оценено всего в 3 балла), певица предпринимала попытки дальнейшего участия, исполняя песни на национальном отборе 2004 и 2005 годов, где занимала третье и пятое места соответственно.
Альбомы и синглы певицы становились популярными у себя на родине. Так, в 2009 сингл «Crazy» занял второе место в национальном часте; добились успеха и остальные работы Барбары.
Замужем с 2000 года, воспитывает двоих сыновей.

## Премия Барбары Декс
Среди фанатов конкурса «Евровидение» певица прославилась также и наградой её имени, вручаемой сайтом EurovisionHouse.nl участникам конкурса, одетым в самые нелепые или безвкусно сшитые конкурсные наряды.
Такая награда вручается ежегодно с 1997 года. Имя Барбары Декс было выбрано неслучайно. В 1993 году исполнительница появилась на выступлении перед публикой Евровидения в несколько странном костюме: она была одета в прозрачную бесформенную блузку, сшитую ею самой, причём довольно грубо. Имидж конкурсантки тоже оставлял желать лучшего, поскольку причёска показалась некоторым зрителям несколько старомодной и сильно старила Барбару. Несмотря на превосходное исполнение, платье сильно испортило общую картину, и певица заняла последнее место, получив всего три балла.
«Победителей» своеобразной награды может выбрать любой желающий посетитель сайта. Надо сказать, что среди номинантов была ещё одна представительница Бельгии — Натали Сорц (2000), а среди россиян — группа t.A.T.u. (2003).

## Дискография
Дебютный альбом «Iemand» был записан на нидерландском языке, в дальнейшем певица исполняла свои песни исключительно на английском.

### Альбомы
- Iemand (1993)
- Waiting for a new moon (1995)
- Tender touch (1996)
- Strong (1998)
- Blue-eyed girl (2006)
- Barbara Dex (2011)

### Синглы
- Een land (1992)
- Iemand als jij (1993)
- One life (2004)
- Crazy (2006)
- I am (2010)
- Before (2011)